# Historia de Chiloé
La historia de Chiloé, un archipiélago del sur de Chile, se inició con la llegada de los primeros seres humanos al territorio chilote hace más 5.000 años A.P.

## Primeros pobladores

### Los conchales

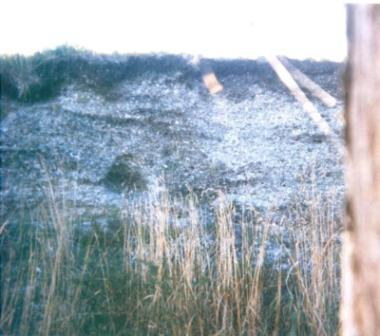
Conchal de unos 4 m de espesor es la costa de Nercón, fiordo de Castro.

Por toda la costa este de la Isla Grande existen conchales, es decir, depósitos de conchas de moluscos por acción humana, acompañadas de herramientas de piedra y huellas de fogatas. Ocasionalmente también aparecen esqueletos de aves marinas y en ciertos casos, también de seres humanos.  Todos estos restos señalan la presencia de grupos nómadas dedicados primariamente a la recolección de mariscos (almejas, choritos, choros zapatos, entre otros) y secundariamente a la caza y la pesca. Entre lo encontrado en estos sitios hay cantos tallados (también conocidos con el término en inglés chopper), bifaces y lascas de piedra, además de algunos objetos de hueso. Los conchales más antiguos se han datado en unos 5.900 años AP y algunos de ellos permanecen en uso, pues las comunidades locales los ven como basureros de tiempos relativamente recientes. Estos sitios arqueológicos fueron dañados seriamente durante el maremoto de 1960 y han seguido deteriorándose por acción natural y porque se extraen conchas de ellos para usar en los caminos o se remueven para usarlos como material de relleno.

### Los chonos
Los chonos son los primeros habitantes conocidos del archipiélago. El nombre designa a uno o varios pueblos nómadas marinos de baja estatura que habitaban desde Chiloé hasta el Golfo de Penas y que parecen haber estado relacionados con otros pueblos canoeros australes, como los alacalufes o kawésqar.
Recorrían el mar interior de Chiloé y atravesaban el golfo Corcovado hasta los archipiélagos de los Chonos y las Guaitecas en embarcaciones de tres tablas, llamadas dalcas, y se asentaban temporalmente en sitios resguardados de los vientos, que pueden reconocerse por la presencia de sus conchales. Se dedicaban a la recolección de mariscos y a la caza de lobos marinos. Se postula que su principal sistema de cocción de alimentos, por medio de piedras calientes dentro de un hoyo cubierto luego con hojas de pangue, sería el antecesor del curanto. Se vestían con pieles de lobo y mantos tejidos con pelo de perro. La mayor parte de los registros de su idioma o idiomas se han perdido y no se puede saber a ciencia cierta si el pretendido idioma chono era o no un dialecto del idioma kawésqar; pero se postula que nombres como Laitec, Linlinao o Quenac provienen de esta lengua.

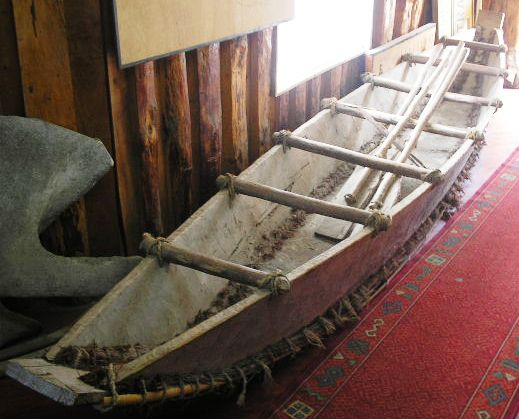
Reconstrucción de una dalca en el museo de Dalcahue.

Los chonos fueron desplazados hacia el sur con la llegada de un pueblo sedentario desde el continente. Se trataba de una porción de los huilliches que buscaban nuevos lugares de asentamiento, posiblemente por el empuje de los mapuches de más al norte. Las relaciones entre chonos y huilliches no siempre fueron pacíficas, pero a mediados del siglo XVI ya se había producido una mezcla étnica y cultural entre ambos grupos. De este modo, los chonos comenzaron a practicar incipientemente la agricultura, principalmente de la papa, mientras que los huilliches adoptaron costumbres marineras de los chonos, principalmente el uso de la dalca. Con la llegada de los españoles, los chonos se trasladaron hacia zonas más alejadas, aunque emprendían continuas expediciones de pillaje que causaban temor en los poblados huilliches del sur de la Isla y alarma entre las autoridades españolas. Paulatinamente establecieron relaciones comerciales con los europeos, llegando a ser proveedores de esclavos, y en el siglo XVIII decidieron radicarse pacíficamente en Chiloé. Fueron reunidos en una misión en la isla Cailín y su cultura terminó por desaparecer, al sedentarizarse y mezclarse con los chilotes y otros pueblos canoeros del sur radicados en la misión.
Estudios genéticos realizados en Chiloé señalan que la población de la isla Laitec presenta marcadores genéticos diferentes a los de otras poblaciones más septentrionales de Chiloé, y parecidos a los de pueblos fueguinos, lo que podría ser un indicador de ancestros chonos

### Los huilliches
En una época no determinada, probablemente en la primera mitad del segundo milenio de nuestra era, arribó al archipiélago un pueblo de agricultores y ganaderos de cultura y lengua mapuche. En la historiografía convencional han recibido indistintamente el nombre de huilliches, veliches o cuncos. Se establecieron en la zona norte de la Isla Grande, en los alrededores del canal de Chacao y luego se expandieron hacia el sur, colonizando territorios que hasta ese momento habían ocupado los chonos y mezclándose parcialmente con ellos. De este modo, los huilliches consolidaron su presencia en toda la costa norte y la porción septentrional de la costa oriente de la Isla Grande, principalmente en la península de Rilán, y también en toda Quinchao y sus islas vecinas. Al sur del fiordo de Castro por la costa o más al sur, entre Chonchi y Huildad, habitaban los payos que parecen haber sido huilliches y chonos mezclados y lo suficientemente diferenciados culturalmente para ser considerados otro pueblo por los conquistadores españoles.

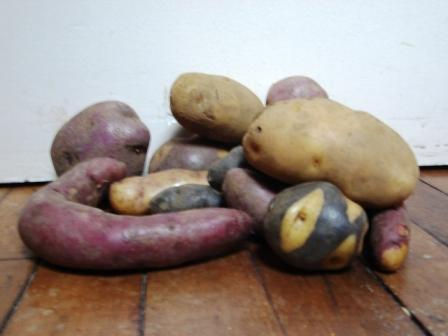
Variedades chilotas de papa, con la excepción del tubérculo de piel blanca está a la derecha de la foto. De izquierda a derecha y de adelante hacia atrás: michuñe, cabrita, blanca tonta, guadacho, Yagana-INIA (moderna) y güicaña.

Los huilliches practicaban una agricultura de roza y sus principales cultivos eran la papa, el maíz, el mango (un cereal) y la quínoa. Solamente cultivaban terrenos cercanos al mar, rozados a fuego y despejados, y nunca colonizaron el interior de la Isla Grande que permaneció despoblada hasta el siglo XIX; su principal herramienta era la luma, un palo aguzado que se entierra en el suelo haciendo fuerza con el torso y luego se levanta para abrir surcos. Criaban un auquénido llamado chilihueque, probablemente alguna variedad de llama, que les daba lana y carne y que se extinguió antes del siglo XX. Complementaban su alimentación con la recolección de frutos silvestres y productos del mar. De su contacto con los chonos, aprendieron a confeccionar dalcas de tres tablas de alerce y en lo sucesivo las emplearon para sus viajes dentro del mar interior e incluso hacia el continente.

## Conquista española
La llegada de los conquistadores españoles a América ocurrió en 1492 y el Estrecho de Magallanes fue el primer sitio del actual territorio chileno en ser visitado por un europeo, Hernando de Magallanes hizo tal cosa en 1520. El descubrimiento por parte de los europeos del territorio continental de Chile ocurrió en 1536 y cuatro años más tarde, en 1540, la nave de Alonso de Camargo avistó las costas de Chiloé mientras viajaba al Perú. 
Años después, Pedro de Valdivia organizó una expedición con el fin de recolectar información geográfica. Puso al mando de la expedición al capitán Francisco de Ulloa (Chile), quien llegó al Canal de Chacao en 1553, y recorrió las islas del archipiélago. Él es considerado el primer europeo en conocer Chiloé.
En 1558 Juan Ladrillero ingresa a los canales de Chiloé y toma contacto con los aborígenes. Ese mismo año, García Hurtado de Mendoza inicia otra expedición para explorar territorio hacia el sur. Al llegar al Canal de Chacao no pueden proseguir y envían unos pocos hombres en "piraguas" a seguir al sur por cuatro días y volver a contar lo que hubieran descubierto. El cronista Alonso de Góngora Marmolejo lo relata de este modo:

"Vueltos, le dieron razón era un archipiélago grande de islas montosas, aunque bien poblado de naturales, y que parecía la contratación de indios ser toda la más por la mar."

A fines de 1562 o comienzos de 1563, Francisco de Villagra arribó a una de las islas de Chiloé en un barco salido desde Valdivia y se enteró por sus exploradores de que era una comarca fértil y bien poblada, pero antes de poder irse, su nave encalló a causa de la gran diferencias en el nivel del agua entre mareas y luego debió hacer frente a un ataque indígena. Los españoles lograron repeler el ataque e incluso capturar a algunos de sus enemigos para informarse de la situación del territorio. Hecho esto, regresaron a Arauco.
En 1567 comienza el proceso de conquista en Chiloé por orden del gobernador Rodrigo de Quiroga. El designado para cumplir la tarea fue su yerno, Martín Ruiz de Gamboa, quien llevó consigo 110 hombres pertrechados para asentarse en las nuevas posesiones. Cruzaron el canal de Chacao en cuatro días usando dalcas, tardaron este tiempo pues aparte de sí mismos y sus enseres, debían hacer atravesar a sus caballos atados a las embarcaciones. Ruiz de Gamboa consideró adecuado fundar una ciudad junto al río que los indígenas llamaban Quilque (actual río Gamboa), y la bautizó como Santiago de Castro, mientras que la isla fue llamada Nueva Galicia, pero ese término no prosperó y se mantuvo la voz huilliche Chiloé. Después de repartir a los indígenas en encomienda y dejar establecidas las demás instituciones pertinentes, Ruiz de Gamboa retornó al continente a seguir combatiendo en la Guerra de Arauco.
Al momento de repartir a los indígenas tributarios de cada encomienda, Martín Ruiz de Gamboa estimó que los setenta cavíes existentes en la isla reunían unas 150 mil almas, cálculo que demostró ser exagerado. Aunque no se conoce con exactitud la cantidad de población nativa existente en la isla en el momento de la conquista española, diversos historiadores la estiman en unas 50 mil personas, basándose principalmente en la cantidad de indígenas tributarios, que fueron unos 12 mil en el segundo reparto, llevado a cabo el mismo año por el corregidor Alonso Benítez.

## Época colonial

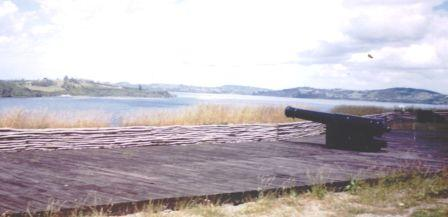
Fuerte Tauco, en las cercanías de Chonchi.

Después de la batalla de Curalaba (1598), en que los mapuches vencieron y mataron al gobernador de Chile, Chiloé quedó separado del resto de las posesiones españolas porque todas las ciudades entre el río Biobío y el canal de Chacao fueron abandonadas o destruidas. 
Durante el siglo XVII los habitantes de Castro sufrieron ataques de corsarios holandeses, entre los que cabe mencionar a Baltazar de Cordes en 1600 que destruyó parcialmente la ciudad, George de Spilberg (conocido también como Joris van Spilbergen, cuyo origen era alemán aunque servía a Holanda) en 1615 y Enrique Brouwer en 1643. Los españoles solicitaron repetidas veces despoblar la isla a causa de la miseria y el aislamiento en que decían vivir, pero no se les concedió por la relevancia estratégica que este asentamiento tenía para España, en efecto, a Chiloé se le denominaba comúnmente como "La llave del Pacífico".
Los tributarios huilliches se rebelaron en 1712 contra los encomenderos españoles, a causa de los abusos de que eran objeto. El levantamiento fue sofocado luego de pocos días y significó la muerte de unas decenas de españoles y de varios cientos de huilliches, tanto en combate como en matanzas perpetradas como represalia.
En 1767 el rey autorizó al virrey del Perú para que se hiciese cargo de su defensa y entregara su gobierno al militar que el mismo dispusiera. Amat, usando dicha atribución al año siguiente, reemplazó al gobernador de Chiloé Manuel Fernández de Castelblanco por el capitán Carlos de Beranger y Renaud. La anexión de Chiloé al virreinato tuvo el carácter de transitoria, pues el decreto del virrey Amat señalaba que era solamente "por ahora y mientras duraren las operaciones que se van a emprender para su fortificación", lo que realizó Beranguer fundando la Villa y Fuerte Real de San Carlos de Chiloé, actual ciudad de Ancud, que pasó a ser desde 1768 la sede de los gobernadores de la provincia. Finalmente, en 1784 se creó la Intendencia de Chiloé, dependiente de Lima, en vez de estar bajo la jurisdicción de la Capitanía General de Chile. Sin embargo, en todos los mapas oficiales de la corona siguieron mostrando a Chiloé y su distrito dentro de Chile. La intendencia dependía en lo religioso del obispado de Concepción, mientras que en lo militar debía conmensurar sus decisiones con el comandante de Fronteras de Chile. La intendencia se transformó en gobernación militar en 1789. En 1788 se ordena que Chiloé vuelva a depender directamente de Santiago de Chile y no de Lima, pero esta restitución de jurisdicciones nunca se lleva a cabo.
En los primeros años los mercedarios y franciscanos estuvieron a cargo de la labor espiritual. En 1608 llegaron los primeros jesuitas, y en 1612 fundaron la primera iglesia en Castro para evangelizar a los nativos, para posteriormente continuar construyendo capillas por todo el archipiélago, la mayoría por cierto a través de la utilización del sistema indígena de trabajo llamado minga; en efecto para 1767 ya había 79, y hoy se pueden encontrar más de 150. Tras la expulsión de la Compañía de Jesús en 1767, la Orden Franciscana asumió la asistencia religiosa del archipiélago desde 1771.

## Independencia
Producida la independencia de Chile, bajo el gobierno de Bernardo O'Higgins, Lord Cochrane, después de haber asaltado y tomado la ciudad de Valdivia (1820), se dirigió a Chiloé y asaltó el Castillo de San Miguel de Agüi, pero fue rechazado y derrotado tuvo que reembarcar y dirigirse a Chile. Este primer éxito militar animó al gobernador de Chiloé don Antonio Quintanilla a organizar la defensa de la provincia, que continuaba fiel a la monarquía, y así pudo derrotar a una nueva expedición chilena, dirigida por el director supremo Ramón Freire, en la Batalla de Mocopulli el 1 de abril de 1824. Dos años más tarde Chile organizó un ejército expedicionario con el objetivo de anexar Chiloé y esta vez, tras las batallas habidas en los campos de Pudeto y Bellavista el 14 de enero de 1826 y del retiro de las tropas chilotas hacia el interior de la provincia, se acordó una tregua. Finalmente, se convino un tratado, el Tratado de Tantauco, firmado por los comisionados de ambos ejércitos en el Puente de San Antonio y ratificado por Freire y Quintanilla el 15 de enero de 1826, en cuyo primer artículo se declaraba que: 

«La provincia i archipielago de Chiloé con el territorio que abraza, i se halla en poder del ejército real, será incorporado a la república de Chile como parte integrante de ella, i sus habitantes gozarán de la igualdad de derechos como ciudadanos chilenos» (Tratado de Tantauco, 15 de enero de 1826, art. 1º).

Quedó al mando de Chiloé a partir de ese momento el coronel José Santiago Aldunate, quien tuvo de soportar algunas rebeliones en los primeros tiempos de su gobierno.

## Periodo republicano

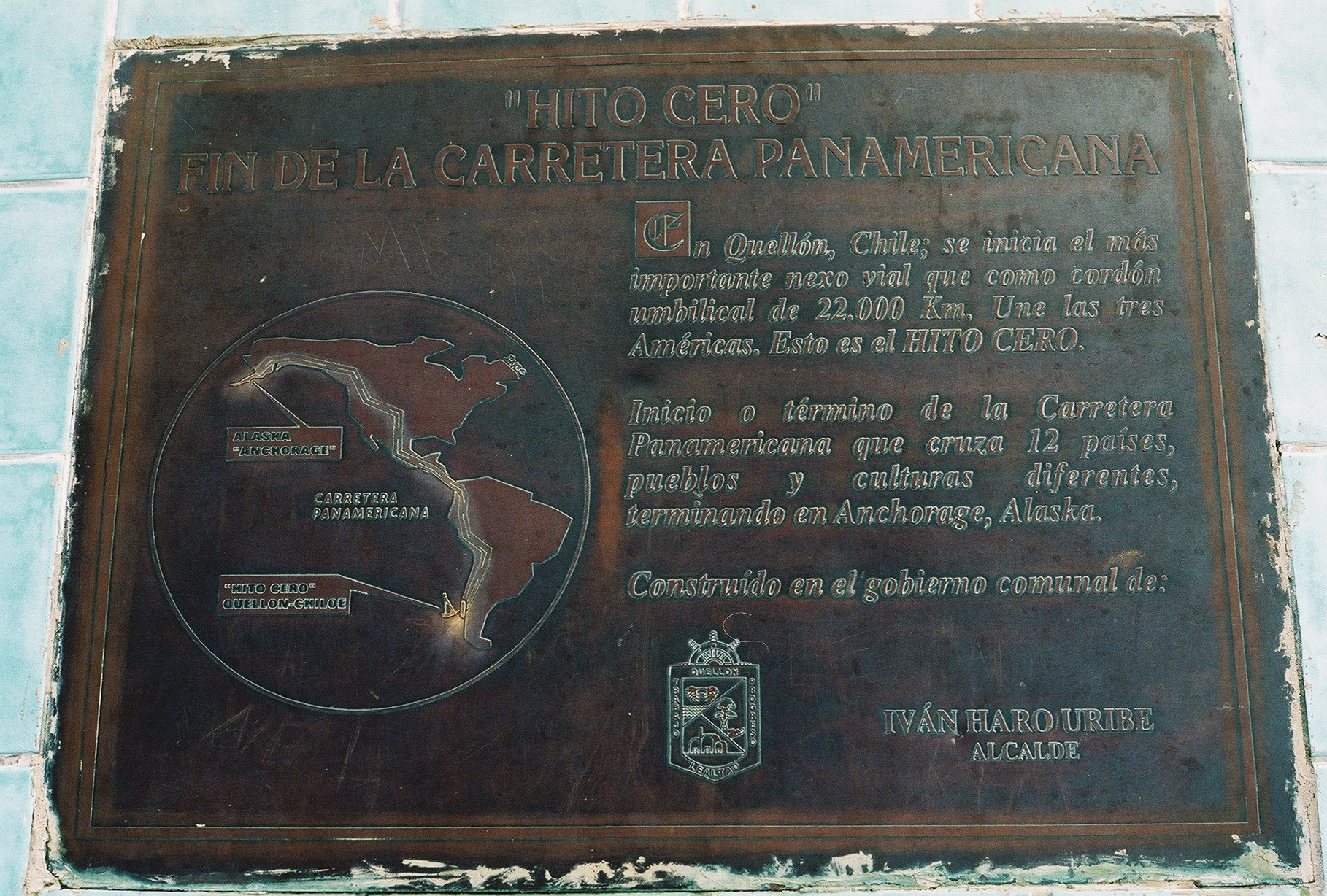
"Hito Cero", fin de la Carretera Panamericana en Quellón.

Después de la independencia, Chiloé se vio beneficiado con la apertura del comercio y fue centro de abastecimiento de los balleneros extranjeros. Desde mediados del siglo XIX y hasta principios del siglo XX fue el principal productor de durmientes para ferrocarriles en todo el continente. A partir de entonces comenzaron a formarse nuevos pueblos para dedicarse a la industria, así nacieron Quellón, Dalcahue, Chonchi y Quemchi. Desde 1895 se fueron entregando tierras a colonos alemanes, ingleses, franceses y españoles, también a grandes industrias productoras.[cita requerida]

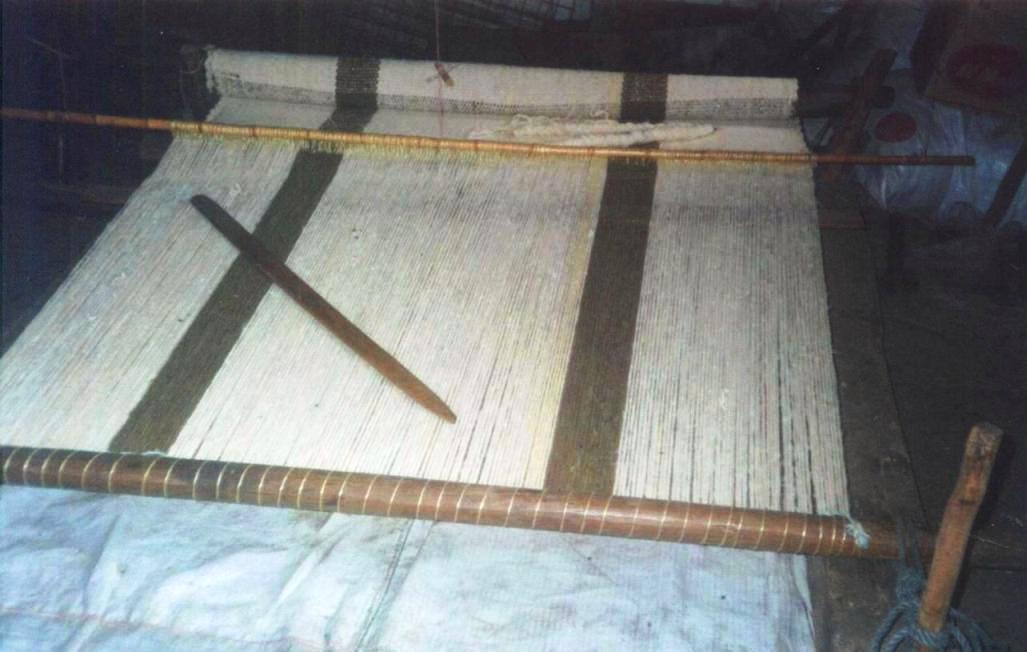
Quelgo o telar chilote. Se utiliza para tejer ponchos, sabanillas o frazadas como la de la imagen.

Con el auge de la ganadería se comenzó a ocupar la zona interior de las islas, pues antes solamente se ocupaban las costas. Con la construcción del ferrocarril entre Ancud y Castro en 1912 se completó la ocupación de las tierras interiores de la isla. Este ferrocarril se suprimió de manera definitiva después del terremoto de Valdivia de 1960.[cita requerida]
A finales del siglo XX, Chiloé siguió el modelo impuesto en todo Chile y experimentó cambios en sus sistemas de vida. La industria acuícola —particularmente la salmonicultura y en menor medida la  mitilicultura (chorito)— trajo beneficios para los chilotes, como la generación de empleos, pero también problemas, como la alteración de los ecosistemas.[cita requerida]
A principios del siglo XXI, el gobierno de Ricardo Lagos, anunció la construcción del puente de Chacao —idea presentada por primera vez en 1972 para unir a la Isla Grande con el territorio continental—[cita requerida]  como parte de las obras para celebrar el Bicentenario del país. Sin embargo, durante 2006, la administración de Michelle Bachelet canceló el proyecto, luego que el costo estimado superara con creces lo presupuestado inicialmente. Posteriormente, durante el gobierno de Sebastián Piñera, el puente se estudió nuevamente y en 2012 se anunció su construcción. La licitación de las obras se la adjudicó un consorcio extranjero  —controlado por la compañía coreana Hyundai— a fines de 2013 y los primeros trabajos se iniciaron en 2015, con la proyección de que el puente sería entregado en 2020. Sin embargo, atrasos en la ejecución del proyecto han llevado a que el consorcio solicitara ampliaciones de plazo, por lo que el puente recién se entregaría no antes de 2025.

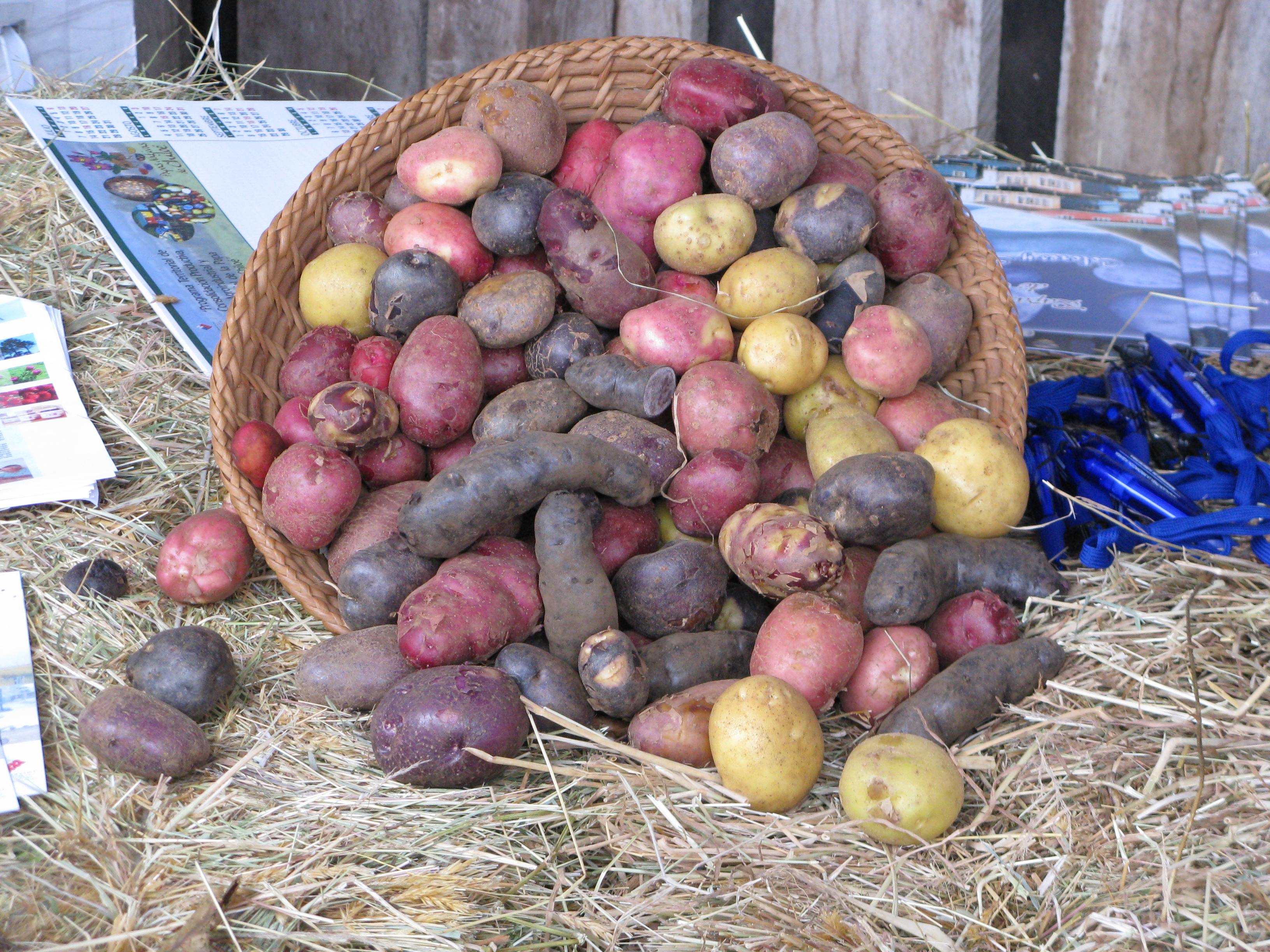
Variedades de papa del archipiélago de Chiloé (Chile).

En 2012, Naciones Unidas reconoció los esfuerzos de los Chilotas para preservar su patrimonio agrícola. Gracias a las investigaciones genéticas han demostrado que la mayoría de las papas que se cultivan en el mundo provienen de variedades nativas del archipiélago de Chiloé.
En el verano-otoño de 2016, una severa floración de algas nocivas —fenómeno conocido como marea roja— provocó graves perjuicios en la actividad pesquera artesanal de Chiloé y de la región, lo que derivó en una crisis socioeconómica y ecológica, con protestas sin precedentes que bloquearon el acceso y paralizaron por casi tres semanas a todo el archipiélago.